# غوستاف إيساكسون
غوستاف إيساكسون (مواليد 19 أبريل 2001) هو لاعب كرة قدم دنماركي يلعب في مركز الجناح الأيمن في نادي ميتييلاند.

## روابط خارجية
- غوستاف إيساكسون على موقع الاتحاد الأوربي (الإنجليزية)
- غوستاف إيساكسون على موقع قاعدة بيانات كرة القدم.إي يو (الإنجليزية)
- غوستاف إيساكسون على موقع Soccerway.com (الإنجليزية)
- غوستاف إيساكسون على موقع عالم كرة القدم.نت (الإنجليزية)